# Sir Duke
Sir Duke – drugi singiel Steviego Wondera promujący album Songs in the Key of Life. 
21 maja 1977 zajął pierwsze miejsce na amerykańskiej liście Billboard Hot 100. Piosenka ta, to hołd złożony zmarłemu w 1974 r. wybitnemu jazzmanowi, Duke'owi Ellingtonowi.